# Lill-Gäddtjärnen, Lappland
Lill-Gäddtjärnen är en sjö i Dorotea kommun i Lappland och ingår i Ångermanälvens huvudavrinningsområde.